# Expulsion d'un étranger en droit français
L'expulsion d'un étranger est une mesure administrative visant l'éloignement d'un étranger du territoire français et prononcée par le préfet ou le ministre de l'Intérieur.

## Histoire

### Révolution française
La révolution française propose pour la première fois un cadre législatif propre aux étrangers. Le 18 mars 1793 était déjà proposé par Bertrand Barère un décret d'expulsion des « étrangers sans aveu », cette expression caractérisant alors les personnes sans domiciles et contraintes au vagabondage. Cette proposition a été adoptée à l'unanimité par la Convention. Face à l'accroissement des accusations contre des étrangers accusés d'être contre-révolutionnaires, une première loi fut édictée le 24 vendémiaire an II (le 15 octobre 1793) et portant exclusivement sur les mendiants et les vagabonds : «  [t]out mendiant reconnu étranger, sera conduit sur la frontière de la République, aux frais de la Nation ; il lui sera passé trois sous par lieue, jusqu’au premier village du territoire étranger ».
Sous le Directoire, la loi sur les passeports du 28 vendémiaire an VI (19 octobre 1797) a établi un cadre juridique précisant dans quel cadre le Directoire exécutif pouvait retirer leur passeport à des étrangers. Ce retrait était soumis à une condition, celui d'être « susceptible de troubler l'ordre et la tranquillité publique ».

### Monarchie de Juillet
La loi de 1832 établit un nouveau cadre légal concernant les expulsions des étrangers. Il ne s'agit cette foi que des « étrangers réfugiés » qui peuvent en faire l'objet. La loi du 21 avril 1832 donnait ainsi au ministère de l'Intérieur le droit d'assigner à résidence les étrangers réfugiés en France. Ce ministère s'est vu en effet chargé au cours de cette période de la gestion de ces réfugiés. L'assignation à résidence - contre le don de subsides aux étrangers concernés - permettait de contrôler ces populations, ce sont donc celles-ci qui ont fait l'objet des lois sur l'expulsion. Cette loi donne en effet au ministère le droit de demander aux étrangers concernés de « sortir du royaume ». Cette dernière formule ne fait qu'euphémiser le terme d'« expulsion », par ailleurs couramment utilisé dans les circulaires ministérielles.
Cette loi est complétée par une autre, datant du 1er mai 1834 et dont l'article 2 punit d'une peine d'emprisonnement comprise entre un et six mois les étrangers récalcitrants n'ayant pas obéi à un ordre d'expulsion du gouvernement.

### La loi de 1849

#### Textes législatifs
La Révolution de 1848 constitue une libéralisation importante à l'égard des expulsions. La circulaire du 18 mars 1848 du gouvernement provisoire met fin aux assignations à résidence et aux expulsions relevant de la loi de 1832. Cependant, les élections de l'assemblée constituante puis de l'assemblée nationale voient l'avancée des partis plus conservateurs. D'abord des républicains modérés, puis du parti de l'ordre. Ceci explique la loi du 3 décembre 1849. Elle permet au préfet d'expulser tout étranger représentant pour lui un danger pour l'ordre public sans avoir à fournir de motif. Elle constitue donc un retour considérable sur les acquis de la révolution et revient au système législatif de la monarchie de Juillet. La loi de 1849 reste en vigueur jusqu'au code la nationalité de 1945.
Le coup d’État de Napoléon III le 2 décembre 1851 constitue encore un recul. Dès le 12 décembre il adresse aux préfets une circulaire autorisant toutes les expulsions « jusqu'à ce que la tranquillité soit rétablie ». Le préfet peut dès lors expulser, avant même de recevoir l'accord du ministère tout étranger dont la présence peut lui « paraître dangereuse du point de vue politique ». Il devra cependant en déférer ensuite auprès du ministre de l'Intérieur. Cette circulaire vise ainsi à réprimer toutes possibilités d'oppositions au coup d’État. Elle n'est par ailleurs que temporaire et la circulaire du 22 janvier 1852 l'annule. Toute expulsion doit désormais d'abord être approuvée par la ministère de l'Intérieur. Par ailleurs, tous les étrangers peuvent être détenus en attente de la décision. Cependant, aucun réfugié ne peut être expulsé dans un pays où sa personne est mise en péril.
La circulaire du 31 mars 1858 ordonne l'expulsion de tous les étrangers, déserteurs ou réfugiés sans nationalité positive - les apatrides - qu'aucun consulat ne veut accueillir, vers l'Algérie. Cette mesure s'inscrit dans les programmes de colonisation de ce territoire alors sous domination française. L'année suivante, le 3 septembre 1859, une circulaire modifie cette précédente en ordonnant que les expulsions soient désormais orientées vers Cayenne. En effet, elle estime désormais qu'une trop forte concentration de reclus en Algérie risque de mettre en péril la pacification de ce territoire, par ailleurs, le gouvernement français de l'époque craignait alors qu'il y ait plus d'étrangers que de français sur le territoire algérien.
La loi du 3 août 1893 crée la catégorie du récidiviste après une expulsion et prévoit les peines concernant tout étranger revenant en France après avoir fait l'objet d'une première mesure d'expulsion. Les concernés doivent alors subir une peine de prison suivie d'une reconduction à la frontière.

#### Le cas de l'Algérie
Officiellement, la loi du 3 décembre 1849 ne devait pas s'appliquer sur le territoire algérien. Le décret de 1852 pour l'expulsion de tout étranger surpris avec un port d'arme prohibé se réfère donc aux lois de la Révolution française. En 1871, dans le cadre de la révolte des Mokrani et de la Commune de Paris, une fermeture plus stricte des frontières est opérée : tout étranger présent sur le territoire algérien doit avoir une carte de sûreté et tout étranger sans domicile ni moyen de subsistance connu est susceptible d'être expulsé. Le caractère dangereux de la population étrangère s’accroît symboliquement en 1876 quand le recensement révèle que la population étrangère en Algérie est devenue supérieure en nombre à la population française - sans compter lesdits indigènes algériens, déjà massivement supérieurs en nombre. En 1883, tout étranger en prison pour plus de huit jours peut désormais être expulsé, ceci a fortement accru le nombre d'expulsions du territoire algérien. Il faut par ailleurs souligner qu'à cette époque, nombre d'expulsions se faisaient en vertu de la loi de 1849.

## Procédures

### Autorités compétentes
La mesure d'expulsion en France est décidée par le préfet du département de résidence de l'étranger, celui-ci a le droit de rédiger un arrêté préfectoral d'expulsion (APE). Si l'expulsion concerne un étranger protégé (dont le statut juridique le protège de l'expulsion) pour la sûreté de l’État ou la sécurité publique ou en cas de comportements d'une particulière gravité, mais aussi pour tout étranger en cas d'urgence absolue ou de menace grave pour l'ordre public, c'est le ministre de l'Intérieur qui se révèle être compétent et qui rédige alors un arrêté ministériel d'expulsion (AME).

### Procédure de décision
Avant de décider de l'expulsion, l'autorité compétente doit convoquer l'étranger concerné devant une commission, ce dernier est informer par un bulletin spécial le convoquant. Ce bulletin doit parvenir à sa connaissance au moins quinze jours avant la commission. Dans ce bulletin, doivent figurer les faits reprochés et justifiant de la procédure et les coordonnées de la réunion. Doivent en outre être signifiées l'ensemble des droits de l'étranger faisant l'objet d'une mesure d'expulsion ainsi que les voies de recours contre l'arrêté, s'il est pris.
La personne concernée par la convocation en commission a le droit de se présenter seule ou avec l'accompagnement d'un conseil (un avocat, ou même toute autre personne de connaissance), le droit d'être entendu avec un interprète, le droit de demander l'aide juridictionnelle, celui de demander le renvoi de la réunion pour un motif légitime et enfin le droit à la communication du dossier et de présenter un mémoire de défense.
Le commission d'expulsion doit donner son avis dans le mois suivant l'audition, celui-ci doit être motivé. Si une décision d'expulsion est prise, l'étranger peut alors être renvoyé de force hors de France, sauf si une décision de justice l'interdit. Le titre de séjour de l'étranger concerné lui est retiré et celui-ci n'aura plus le droit de revenir en France, à moins que la mesure ne soit annulée par le tribunal administratif ou abrogée par l'autorité administrative en cas de recours.

### Procédure d'expulsion
La décision d'expulsion peut prendre deux formes, celle d'une expulsion immédiate, et celle d'une expulsion différée.

#### Expulsion immédiate
L'étranger se voit retirer son titre de séjour et peut faire immédiatement l'objet d'une expulsion, même s'il a entamé un recours. En outre, il peut être contraint par la force et rester sous escorte policière le temps du voyage.

#### Expulsion différée
Dans ce cas, l'étranger est assigné à résidence à ses frais en attendant l'expulsion. Cette assignation ne peut excéder une durée de 45 jours et est renouvelable deux fois, s'il s'agit d'une assignation à résidence dans l'attente de la décision d'éloignement. En cas d'assignation à résidence avec report de l'éloignement, il n'y a pas de durée maximale.
Cette décision peut être motivée en cas de menace pour la vie de l'étranger dans son pays d'origine, d'impossibilité de se rendre dans le pays en question, de maladie et d'absence de traitement approprié dans le pays de renvoi. En cas de protection dite relative, l'étranger peut obtenir une autorisation provisoire de travail, mais cette assignation à résidence peut alors être annulée à tout moment en cas de nouveaux troubles à l'ordre public.

### Destination
L'étranger expulsé hors de France peut être envoyé dans un pays dont il a la nationalité, qui lui a délivré un document de voyage en cours de validité, ou, avec son accord, vers tout autre pays où il est légalement admissible et dans lequel sa vie ne sera pas menacée.